# Mycalesis cepheus
Mycalesis cepheus är en fjärilsart som beskrevs av Butler 1867. Mycalesis cepheus ingår i släktet Mycalesis och familjen praktfjärilar. Inga underarter finns listade i Catalogue of Life.